# Păscăuți, Rîșcani
Păscăuți este un sat din cadrul orașului Costești din raionul Rîșcani, Republica Moldova.

## Istorie
Satul Păscăuți este menționat documentar pentru prima dată în anul 1603, însă până în a doua jumătate a secolului al XIX-lea a rămas o moșie slab populată. Un moment esențial în istoria localității îl constituie decizia Palatei Guberniale a Basarabiei din 30 octombrie 1880, prin care s-a aprobat strămutarea unui grup de țărani din nordul Basarabiei, mai exact din satul Stăuceni, ținutul Hotin, pe moșia Păscăuți. Se presupune că această decizie a fost luată în contextul unei revizuiri a actelor recensămintelor, cu scopul de a completa și actualiza informațiile privind mobilitatea rurală, indicând pentru fiecare familie de țărani strămutată în alt sat localitatea de proveniență.
Cu toate acestea, cercetările de arhivă, în special analiza cărților metricale, arată că procesul de așezare a acestor familii a început mai devreme, încă din anii 1858–1859. La acea dată, 31 de familii s-au stabilit în sat, fiind compuse în majoritate din ruteni (ucraineni) și români. Printre familiile stabilite în Păscăuți se numără: Diadik, Roșca (Rozca), Chibzii, Buinovschi, Grubeak, Sanduleac, Sofroneac, Cvasniuc, Vitcosi, Traciuc, Belîi, Boțul, Boico, Ariuc, Dovțianiuc, Perebîchivschii, Zastavițkii, Dmitriceni și Petrușca.
Conform recensământului din 1835, referitor la satul Stăuceni din ținutul Hotin, o parte semnificativă a populației provenea din localități situate pe teritoriul actualei Ucraine. Sunt menționate explicit satele Melnîția-Podilska (Мельниця-Подільська), Hermakivka (Гермаківка) și Novosilka (Новосілка), toate aflate în prezent în regiunea Ternopil. Aceste sate pot fi considerate drept vatra originară a unei părți a locuitorilor Păscăuți, care au migrat mai întâi în Stăuceni și ulterior în noua moșie.
Acest val migraționist reflectă dinamica populațională din secolul al XIX-lea, într-un context în care regiunile vestice ale Ucrainei se aflau sub administrația Imperiului Habsburgic. Mobilitatea rurală era adesea influențată de factori precum presiunea demografică, nevoia de pământ arabil sau deciziile administrative imperiale.
De altfel, prezența în Păscăuți, începând cu anul 1860, a unor familii purtând nume precum „Okrainean” sau „Podolian” constituie un indiciu clar al conștiinței originii geografice, fiind o practică obișnuită în onomastica rurală, unde numele reflectau proveniența inițială. Totodată, este posibil ca o parte dintre acești locuitori să fi fost anterior sub protecția sau în serviciul administrației habsburgice, înainte de a se stabili în teritoriile aflate sub dominație țaristă. Această mobilitate transfrontalieră reflectă complexitatea legăturilor dintre cele două imperii în regiunea de graniță și influențele reciproce exercitate asupra populației rurale.
Conform datelor din recensământul polonezilor din Basarabia pentru anul 1863, aflăm că „proprietar al satului Păscăuți, cunoscut ca și Izvoare, Iosif Veligurskii, trăia în acest sat cu dreptul nobililor din Basarabia - așa cum el se consideră.”
În primul război mondial au participat din satul Păscăuți 18 persoane. După război acasă s-au întors 13 persoane, toți răniți; 4 au dispărut fără veste iar unul a murit.

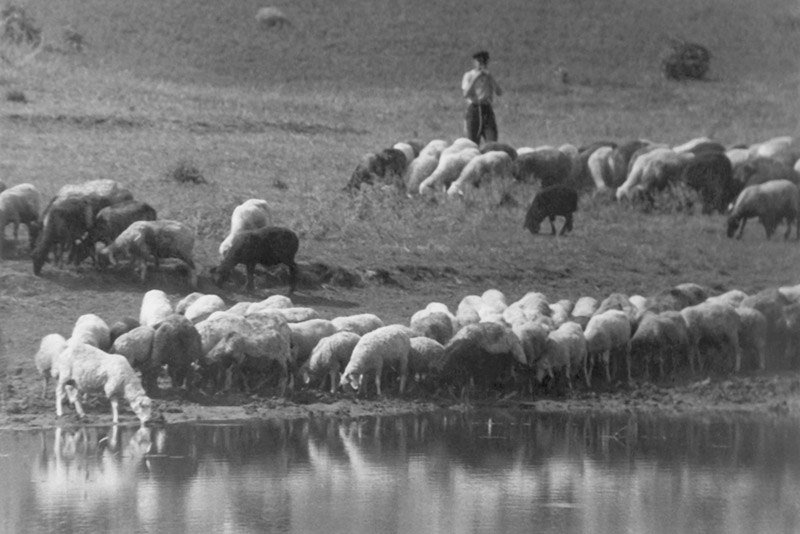
Cioban ce paște oile în preajma localității, sf. anilor 1950.

## Veteranii localnici în Primul Război Mondial
În timpul Primului Război Mondial, 18 persoane din satul Păscăuți s-au alăturat luptelor. Însă, la finalul războiului, doar 13 dintre aceștia 
s-au întors în siguranță acasă, toți purtând urmele rănilor suferite pe front. Regretabil, 4 dintre cei mobilizați au dispărut fără a mai da vreo veste, iar unul dintre eroii localnici nu a supraviețuit.
1. Belîi Anton Antonovici
```
dispărut , Locul nașterii: provincia Bessarabskaya, districtul Beletsky, satul Păscăuți, Locul serviciului: Regimentul 48 infanterie din Odessa, caporal, Data evenimentului: 30.11.1914
Liste nominale ale pierderilor
```

 2. Kvasiuk Ivan Georgievici
```
răniți / șocați de obuze , Eliminați: 20 detașamentul de pansament Petrograd al Crucii Roșii , Locul nașterii: provincia Bessarabskaya., districtul Beletsky, vol. Bolotinskaya, s.Păscăuți, Locul serviciului: Regimentul 76 Infanterie Kuban, privat, Data evenimentului: 21.12.1915
Liste nominale ale pierderilor
```

3. Boiko Ivan Kuzmich
```
dispărut , Locul nașterii: provincia Bessarabskaya., districtul Beletsky, vol. Bolotinskaya, s.Păscăuți ,Locul serviciului: Regimentul 658 infanterie Carpați, privat, Data evenimentului: 14.07.1917
Liste nominale de pierderi
```

 4. Videos Nikolai Kirillovici
```
bolnav , Locul nașterii: provincia Basarabiei, districtul Beletsky, vol. Balatynskaya, satul Păscăuți, Locul serviciului: Regimentul 11 de pușcași finlandez, privat, Data evenimentului: 14.03.1916 
Fișă dosar pierderi
```

5. Vitiuk Mihail Nikitovici
```
Locul nașterii: provincia Basarabia., raionul Beletsky, Păscăuți, Locul serviciului: Regimentul 332 Infanterie Oboyan, privat, Data evenimentului: 08.04.1916 - 08.06.1916
Liste nominale de pierderi
```

6. Dolganiuk Ignatius
```
răniți / șocat de obuze , Locul nașterii: provincia Bessarabskaya, districtul Beletsky, satul Păscăuți, Locul serviciului: Regimentul 420 de infanterie Serdobsky, Data evenimentului: 06/05/1916 
Indexul pierderilor cardului
```

7. Kvasniuk Ivan Georgievici
```
răniți / șocat de obuze , Locul nașterii: provincia Basarabia, raionul Beletsky, satul Păscăuți, Locul serviciului: Regimentul 76 infanterie Kuban, privat, Data evenimentului: 01.08.1915 
Fișă dosar pierderi
```

8. Zenkovski Alexandr Ekimovich
```
rănit / șocat de obuze , Locul nașterii: provincia Bessarabskaya., districtul Beletsky, vol. Bolotinskaya, Păscăuți, Locul serviciului: Regimentul 186 Infanterie Aslanduz, privat, Data evenimentului: 24.08.1916 - 27.08.1916
Liste nominale de pierderi
```

9. Zastovici Vasili Dimitrievici
```
rănit / șocat de obuze , Externat: 06.02.1916 , Locul nașterii: provincia Bessarabskaya, raionul Beletsky, vol. Bolotinskaya, Păscăuți, Locul serviciului: Regimentul 284 Infanterie Maghiară, privat, Data evenimentului: 06.11.1916
Fișă indexul pierderilor
```

10. Gariuk Ivan Davidovici
```
dispărut , Eliminat: Dembovice , Locul nașterii: provincia Bessarabskaya, districtul Beletsky, Păscăuți, Locul serviciului: Regimentul 83 Infanterie Samur, privat, Data evenimentului: 21.04.1915
Liste nominale ale pierderilor
```

11. Grubleak Vladimir Kondratovici
```
rănit / șocat de obuze , Locul nașterii: provincia Bessarabskaya., districtul Beletsky, Păscăuți, Locul serviciului: Regimentul 48 Infanterie Odesa, caporal, Data evenimentului: 25.11.1914
Liste nominale ale pierderilor
```

12. Kobzei Artamon Pavlovici
```
răniți / șocați de obuze , Eliminați: 5 fort; infirmerie divizie , Locul nașterii: provincia Basarabia, raionul Belets, parohia Bolotinskaya, Păscăuți, Locul serviciului: Regimentul 258 infanterie Chișinău, privat, Data evenimentului: 08.05.1915
Liste nominale de pierderi
```

13. Gariuk Terenty Davidovich
```
dispărut , Locul nașterii: provincia Bessarabskaya, districtul Beletsky, satul Păscăuți, Locul serviciului: Regimentul 59 Infanterie din Lublin, privat, Data evenimentului: 11.05.1914
Liste nominale ale pierderilor
```

14. Neznaiko Maxim Pavlovici
```
rănit/obuzat , Externat: infirmerie divizionară , Locul nașterii: provincia Basarabia, raionul Beletsky, satul Păscăuți, Locul serviciului: Regimentul 53 infanterie Volyn, privat, Data evenimentului: 26.01.1915
Liste nominale cu pierderi
```

15. Tarașciuk Ivan Pavlovici
```
bolnav , Locul nașterii: provincia Basarabiei, raionul Beletsky, satul Păscăuți, Locul serviciului: Regimentul 55 infanterie Podolsky, privat, Data evenimentului: 21.01.1917 
Fișă indexul pierderilor
```

16. Ruble al Petr Kharitonovici
```
bolnav , Locul nașterii: provincia Basarabiei, raionul Beletsky, satul Păscăuți, Locul serviciului: brutărie 71 clădire a 8-a, privat, Data evenimentului: 04/05/1917 
Indexul pierderilor cardului
```

17. Kvasniuk Ivan Grigorievici
```
rănit / șocat de obuze , Externat: infirmerie divizionară , Locul nașterii: provincia Bessarabskaya., districtul Beletsky,vol.Bolotinskaya, Păscăuți, Locul serviciului: regimentul 76 infanterie Kuban, privat, Data evenimentului: 27.12.1914 
```

```
Liste nominale a pierderilor
```

18. Boinovski Daniil Petrovici
```
ucis , eliberat: satul Daynova, 08.11.1915 , Locul nașterii: provincia Bessarabskaya, districtul Beletsky, vol. Bolotinskaya, s. Păscăuți, Locul serviciului: Regimentul 258 Infanterie Chișinău, private
Liste de pierderi numite
```

## Demografie

### Structura etnică
Structura etnică a satului conform recensământului populației din 2004:
| Grup etnic       | Populație | % Procentaj |
| ---------------- | --------- | ----------- |
| Ucraineni        | 755       | 79,47%      |
| Moldoveni/Români | 140       | 14,74%      |
| Ruși             | 52        | 5,47%       |
| Găgăuzi          | 1         | 0,11%       |
| Alții            | 2         | 0,21%       |
| Total            | 950       | 100%        |